# Force aérienne bolivienne
Pour les articles homonymes, voir FAB.

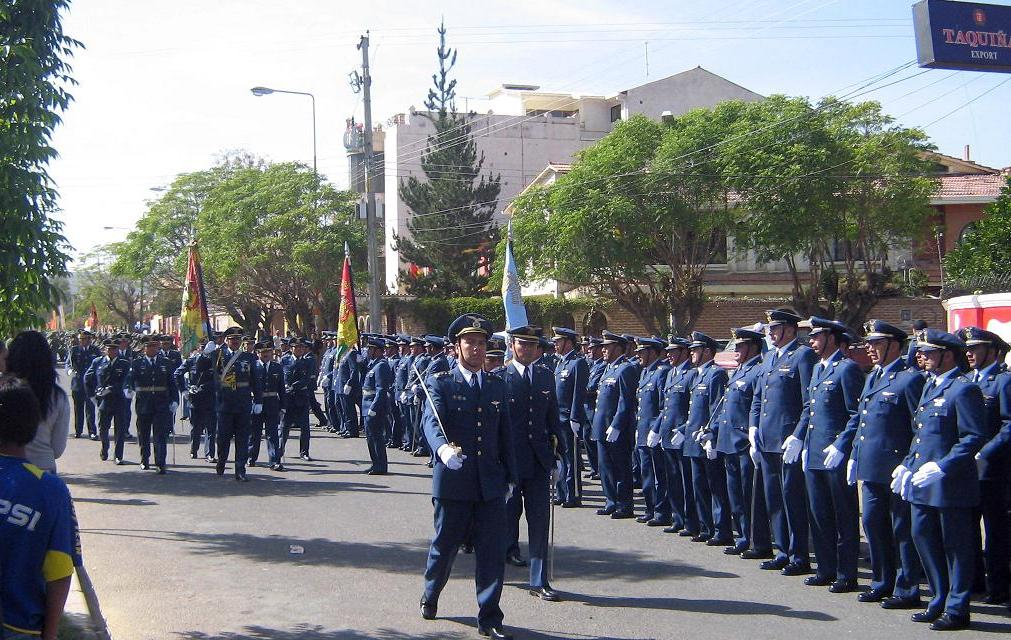
Pilotes boliviens défilant à Cochabamba.

La Fuerza Aérea Boliviana, en français Force aérienne bolivienne (FAB), est la branche aérienne des Forces armées boliviennes. La FAB détient la base aérienne la plus haute du monde, l'aéroport El Alto à 4 061 m d'altitude.

## Histoire
Le texte créant la Fuerza Aérea Boliviana est promulgué officiellement le 26 septembre 1957. Le corps existe cependant depuis 1916 avec la création d'un école d'aviation à La Paz. Auparavant, les pilotes sont formés à l'étranger.
Elle reçoit, à partir de 2014, six hélicoptères Super Puma AS332C1e, 6 hélicoptères Harbin Z9 et aura un système intégré de défense aérienne et de gestion du trafic aérien civil de 13 radars Thales.

## Organisation
La FAB est organisée autour de neuf bases aériennes localisées à La Paz, Cochabamba, Santa Cruz, Puerto Suárez, Tarija, Villamontes, Cobija, Riberalta et Roboré.

## Aéronefs

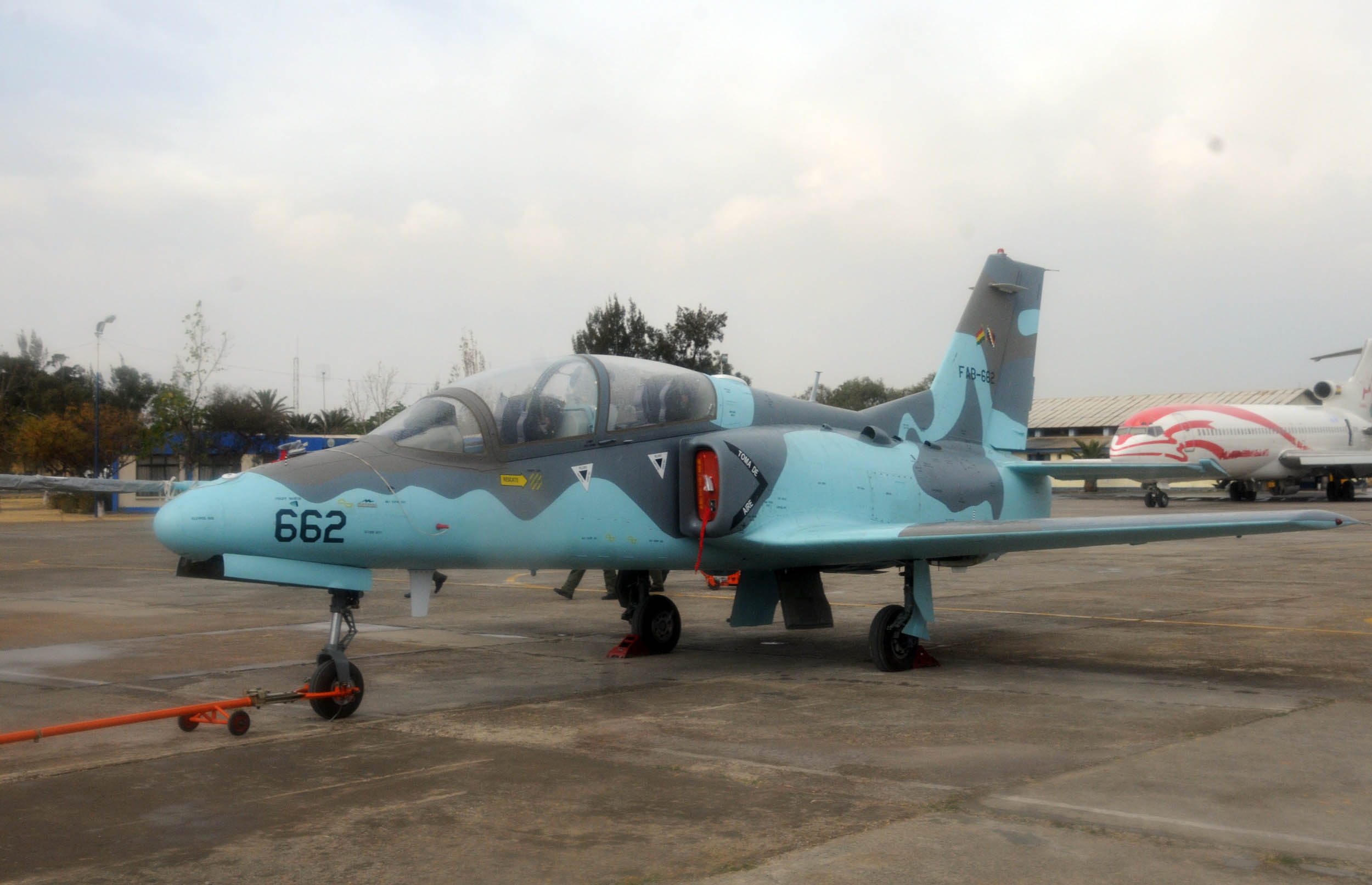
Un K-8 Karokorum bolivien.

Les appareils en service en 2022 sont les suivants:
| Aéronefs                        | Origine          | Type                                         | En service      | Versions                                                                                    |
| Avion de combat                 | Avion de combat  | Avion de combat                              | Avion de combat | Avion de combat                                                                             |
| ------------------------------- | ---------------- | -------------------------------------------- | --------------- | ------------------------------------------------------------------------------------------- |
| Nanghang K-8 Karokorum          | Chine            | Avion d'attaque au sol                       | 5               | 6 reçus, 4 en service en mars 2023, deux accidentés les 24 mars 2021 et le 23 janvier 2023. |
| Avion de transport              |                  |                                              |                 |                                                                                             |
| Lockheed C-130 Hercules         | États-Unis       | Avion de transport                           | 3               | C-130B                                                                                      |
| Beechcraft King Air             | États-Unis       | Avion de transport léger                     | 6               | King Air 90/200/350                                                                         |
| Cessna 402                      | États-Unis       | Avion de transport léger                     | 1               |                                                                                             |
| Jetstream 31                    | Royaume-Uni      | Avion de transport                           | 2               | Jetstream 31                                                                                |
| Dassault Falcon 900             | France           | Avion de transport VIP                       | 1               |                                                                                             |
| Dassault Falcon 50              | France           | Avion de transport VIP                       | 1               |                                                                                             |
| Avion d'entraînement            |                  |                                              |                 |                                                                                             |
| Zlín Z 42                       | Tchécoslovaquie  | Avion d'entraînement primaire                | 8               | Z 242L                                                                                      |
| Pilatus PC-7                    | Suisse           | Avion d'entraînement intermédiaire et avancé | 3               |                                                                                             |
| Hélicoptère                     |                  |                                              |                 |                                                                                             |
| Bell UH-1 Iroquois              | États-Unis       | Hélicoptère de transport léger               | 15              | UH-1H                                                                                       |
| Sud-Aviation SA316 Alouette III | France           | Hélicoptère de utilitaire léger              | 1               |                                                                                             |
| Aérospatiale AS350 Écureuil     | France           | Hélicoptère de utilitaire léger              | 2               |                                                                                             |
| Aérospatiale AS332 Super Puma   | Union européenne | Hélicoptère de transport et de secours       | 6               |                                                                                             |
| Airbus H145                     | Allemagne        | Hélicoptère utilitaire                       | 2               |                                                                                             |
| Robinson R44                    | États-Unis       | Hélicoptère d'entrainement                   | 5               |                                                                                             |

## Avions d'entraînement
En juillet 2017, la Force aérienne bolivienne (FAB) lance un contrat pour un achat de 6 Yak-130 russe pour remplacer ses T-33 Silver Star, mais le contrat ne se concrétise pas en 2021.
Comme la FAB n'a pas d'avion de dernière génération, les meilleurs élèves de l'école militaire COLMILAV reçoivent des bourses pour aller s’entraîner dans d'autres pays.

## Partenariat avec la DEA
La DEA (Drug Enforcement Administration) fournit plusieurs aéronefs à la FAB dans le cadre de la lutte contre le trafic de drogue :
- Bell UH-1H Huey
- AWACS Boeing E-3 Sentry.
- Beechcraft Beech 350 Super King Air

Lorsque le président Evo Morales annonce la suspension de la coopération avec la DEA, les avions sont redéployés dans d'autres bases de l'organisme en Colombie, aux États-Unis et au Mexique. Certains hélicoptères Bell UH-1 sont retenus et sont maintenant propriété du gouvernement bolivien.